# Nelli Rokita

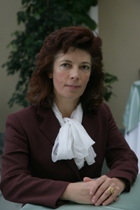
Nelli Rokita-Arnold (2007)

Nelli Rokita-Arnold, geb. Arnold (* 26. Juni 1957 in Tscheljabinsk, Russische SFSR, Sowjetunion) ist eine polnische Politikerin, ehemalige Sejmabgeordnete für die konservative Partei Recht und Gerechtigkeit (poln. Prawo i Sprawiedliwość, PiS) und Ehefrau des ehemaligen Politikers Jan Rokita.

## Privater Werdegang
Rokita-Arnold stammt aus einer deutschen Familie, die sich im 19. Jahrhundert im russisch regierten Georgien niederließ. Ihr Vater wurde unter Stalin verhaftet und nach Tscheljabinsk am Ural in Sibirien verbannt, wo er einige Jahre in einem Arbeitslager interniert war. 1948 freigelassen, wurde er Direktor des örtlichen Transportausbesserungsbetriebes.
Als Rokita-Arnold neun Jahre alt war, zog ihre Familie nach Frunse im heutigen Kirgisien um. 1976 siedelte die Familie schließlich nach Deutschland aus. Die Eltern und der Bruder ließen sich in Hannover nieder, sie hingegen nahm ein Studium der Geschichte, Germanistik und Slawistik an der Universität Hamburg auf. Sie beherrscht sechs Sprachen, darunter fließend Polnisch.
Während einer Sommerschule in Krakau, an der sie als Sprachstipendiatin teilnahm, hörte sie auf einer illegalen Versammlung den damaligen Aktivisten Jan Rokita, der Mitglied der oppositionellen und antikommunistischen Solidarność war. Am 26. Juli 1994 ging sie in Krakau die Ehe mit ihm ein. Vor der Hochzeit trat sie in die katholische Kirche ein und ihr zukünftiger Ehemann war ihr Taufpate. Beide erziehen gemeinsam die Tochter aus ihrer ersten Ehe.

## Politisches Leben
Vor 2001 war Rokita-Arnold Mitglied der Konservativen Volkspartei (poln. Stronnictwo Konserwatywno-Ludowe, SKL), deren monatliches Informationsblatt sie herausgab. 2002 saß sie im Parteivorstand, wechselte aber nach kurzer Zeit zur liberal-konservativen Bürgerplattform (poln. Platforma Obywatelska, PO). 2003 wurde sie Vorsitzende der Europäischen Frauen-Union, 2005 Vorsitzende der polnischen Sektion dieser Organisation und vertrat die polnische Sektion im Vorstand der europäischen Versammlung dieser Organisation. Im Januar 2007 verließ sie die PO aus persönlichen und programmatischen Gründen und wurde Mitglied der Partei Recht und Gerechtigkeit (poln. Prawo i Sprawiedliwość, PiS).
Am 14. September 2007 wurde Rokita-Arnold Beraterin von Präsident Lech Kaczyński in Frauen-Angelegenheiten berufen. Am gleichen Tag gab ihr Mann wenige Stunden später seinen Rückzug aus der Politik bekannt und begründete seine Entscheidung mit der „Liebe zu meiner Frau“. Bei den Parlamentswahlen in Polen 2007 erhielt Rokita-Arnold 6.367 Stimmen im Wahlkreis Warschau und wurde Abgeordnete des Sejm. In der Folge gab sie ihre Tätigkeit als Beraterin Kaczyńskis auf.
Nach den Parlamentswahlen in Polen 2011, bei denen sie eine Niederlage einstecken musste und ihr Mandat verlor, erklärte Rokita ihren Rückzug aus der Politik.